# London Nights
London Nights (Unmade Beds) est un film britannique réalisé par Alexis Dos Santos, sorti en 2009.
Le film est sorti en France en avril 2010.

## Synopsis
Le film raconte les destins croisés de deux jeunes gens (Véra et Axl) dans la capitale anglaise.

## Fiche technique
- Titre original : Unmade Beds
- Réalisation : Alexis Dos Santos
- Dates de sortie :
  - 2009 (Royaume-Uni)
  - avril 2010 (France)

## Distribution
- Déborah François : Vera
- Fernando Tielve : Axl
- Michiel Huisman : X Ray Man
- Iddo Goldberg : Mike
- Katia Winter : Hannah
- Richard Lintern : Anthony Hemmings
- Lucy Tillet : Lucy
- Al Weaver : Kevin